# 上海市龙华殡仪馆
上海市龙华殡仪馆，中国上海规模最大的殡殓服务场所，位于上海市西南隅的徐汇区漕溪路210号，是上海市民政局所属的事业单位。
龙华殡仪馆占地面积4.4万平方米，建筑面积1.4万平方米，绿化面积2.1万平方米。以涉外业务和重大丧事为特色，在上海逝世的知名人物一般都在龙华殡仪馆举行追悼会。龙华殡仪馆拥有24小时的「白事热线」电话，提供全套殡殓服务以及各种丧葬用品销售。

## 历史
龙华殡仪馆前身为龙华公墓，建于1952年。1954年，上海市人民政府将龙华公墓的职能一分为二，另外成立了龍華火葬场。龙华火葬场的兴建标志着上海市开始全面推行火葬。1965年，上海市民政局将龙华公墓改建为上海烈士陵园。1984年9月，龙华火葬场改名为龙华殡仪馆。1997年（一說為1991年7月30日），龙华殡仪馆火化功能转移至益善殡仪馆，龙华殡仪馆逐渐成为一家以常规殡仪项目为主的大型综合性殡葬机构。2005年1月21日，龙华殡仪馆启动总体改造。2008年3月28日,龙华殡仪馆新馆正式启用，改扩建后的龙华殡仪馆成为世界规模最大的殡仪馆之一，布局更为合理，基础设施更完善，停车位也得以增加。